# Propstroomreactor

Schematische weergaven van een propstroomreactor (PFR)

Een propstroomreactor of PFR (plug flow reactor) is een model dat gebruikt wordt om chemische reacties in continu stromende systemen te simuleren. De vloeistofstroom door een PFR wordt gezien als een oneindig aantal perfect gemengde 'pakketjes', met allen hun eigen samenstelling. Hierbij wordt aangenomen dat er geen menging optreedt tussen deze 'pakketjes'. Elk pakketje is dus perfect gemengd, terwijl er tussen de pakketjes geen menging optreedt. In een propstroomreactor hangt de samenstelling van het reactiemengsel enkel af van de plaats in de reactor.